# Phelan Hill
Phelan Hill (ur. 21 lipca 1979 w Bedford) – brytyjski wioślarz, brązowy medalista olimpijski, mistrz świata. Jest sternikiem.

## Osiągnięcia
- Mistrzostwa świata – Monachium 2007 – czwórka ze sternikiem – 4. miejsce
- Mistrzostwa Europy – Ateny 2008 – ósemka – 6. miejsce
- Mistrzostwa świata – Poznań 2009 – ósemka – 5. miejsce
- Mistrzostwa świata – Hamilton 2010 – ósemka – 2. miejsce
- Mistrzostwa świata – Bled 2011 – ósemka – 2. miejsce
- Igrzyska olimpijskie – Londyn 2012 – ósemka – 3. miejsce
- Mistrzostwa świata – Chungju 2013 – ósemka – 1. miejsce
- Mistrzostwa Europy – Belgrad 2014 – ósemka – 3. miejsce
- Mistrzostwa świata – Amsterdam 2014 – ósemka – 1. miejsce